# Ulrich Schnauss
Ulrich Schnauss (Kiel, 1977) es un músico, compositor y productor de música electrónica alemán. Ha publicado varios trabajos en solitario o conjuntamente con otros artistas como Mark Peters y Jonas Munk. A finales de 2014 se incorporó en el grupo de música electrónica Tangerine Dream. También ha realizado varias bandas sonoras para películas como Kaboom, cortometrajes y documentales.

## Reseña biográfica
Ulrich Schnauss nació en Kiel, norte de Alemania, en 1977. Desde joven se interesó por variados estilos musicales de formaciones como My Bloody Valentine, Slowdive o Tangerine Dream y en géneros como el breakbeat. Ante la carencia de estímuos creativos en Kiel decidió mudarse a Berlín en 1996.

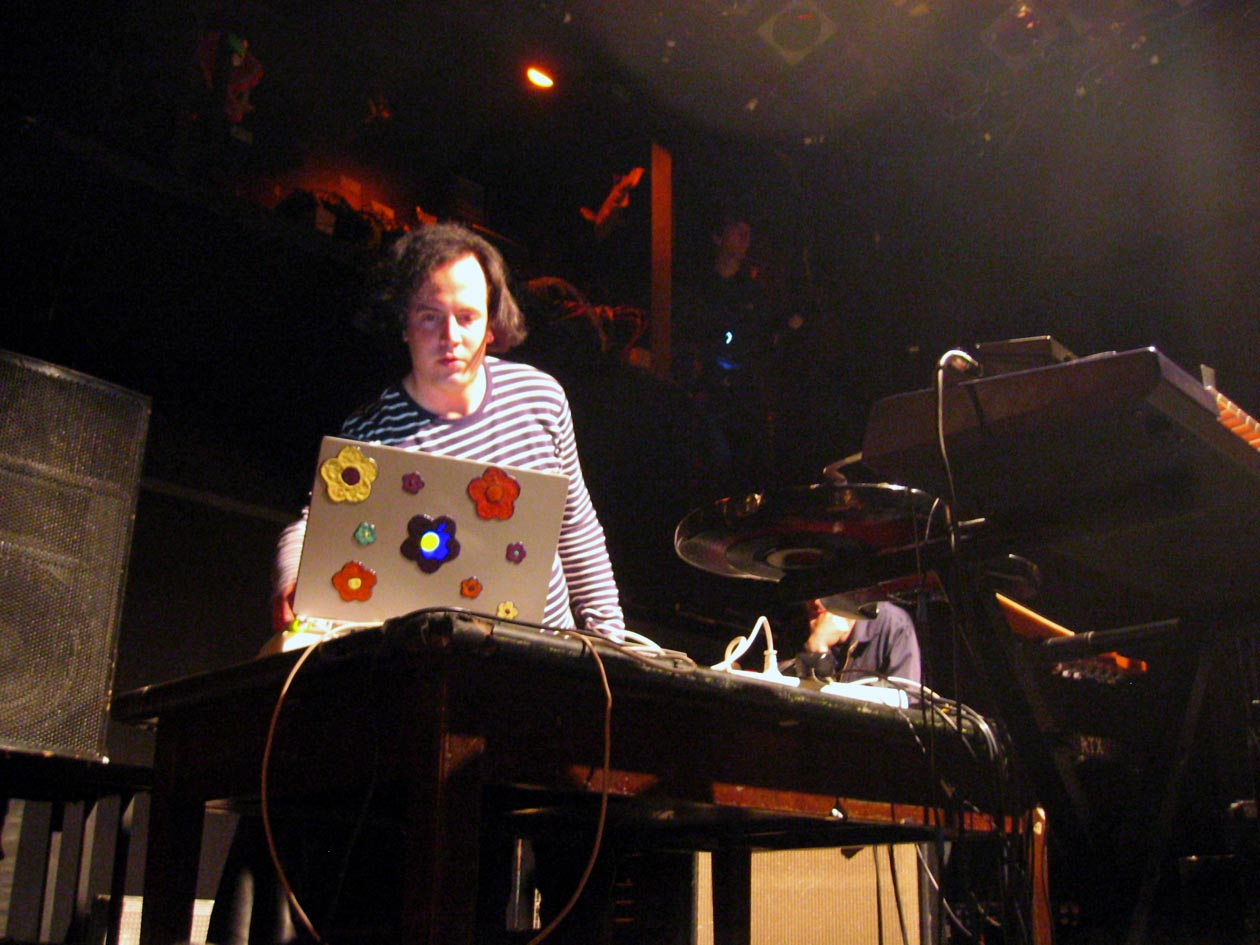
Ulrich Schnauss durante una sesión en vivo (2005)

Sus primeras publicaciones musicales, sencillos y EP publicados en sellos independientes, se firmaron bajo seudónimo. Esta práctica fue algo habitual hasta la publicación de sus primeros álbumes de larga duración utilizando como nombres Ethereal 77, Hexaquart, The Extremist y View To The Future. Su primera referencia publicada, firmada como View To The Future, es el sencillo «Broken» (1995). Su primer álbum de larga duración, Wegwerfgesellschaft (1996), está firmado bajo el seudónimo de Police in Cars with Headphones aunque su distribución cesó rápidamente y únicamente unas pocas copias se pudieron enviar a tiendas y publicaciones especializadas.

"Cuando has trabajado con computadoras y teclados durante varios años ya no son tan fascinantes. (...) Gané confianza después de que la gente comenzó a descubrir Far Away Trains Passing By y es algo que ha seguido incrementándose. Esta vez decidí comprometerme con lo que yo quería hacer no con lo que pensé que la gente podría querer que hiciera".
Ulrich Schnauss, sobre su evolución musical 

En 1999 la discográfica británica Independiente y la división estadounidense del sello Domino Recordings, propietarios de los derechos de licencias de las canciones del músico, demandaron a A&M y al grupo Guns N' Roses porque afirmaban copiaban fragmentos de dos canciones de Schnauss -«Wherever You Are» y «A Strangely Isolated Place»- para el tema «Riad N'the Bedouins» incluido en el disco Chinese Democracy.

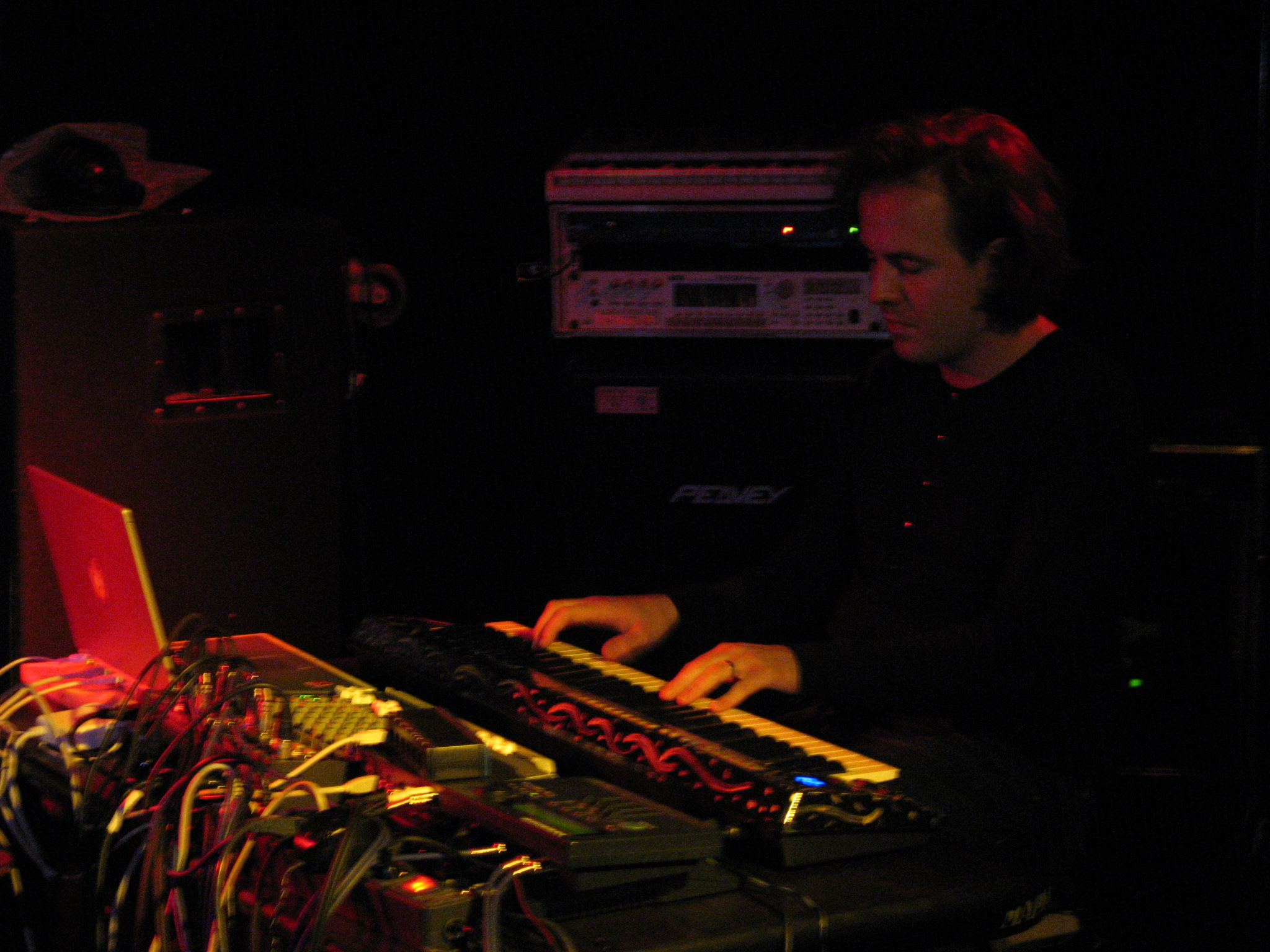
Teclados, sintetizadores y computadoras conforman los instrumentos principales empleados por Schnauss (en la imagen una sesión en vivo en el Club AC30 de Londres)

El sello discográfico berlinés City Centre Offices, al cual Schnauss enviaba sus grabaciones de forma regular, mostró interés en publicar un primer álbum bajo su propio nombre. Far Away Trains Passing By, publicado en Alemania en 2001, en los Estados Unidos en 2005 y en Europa en 2008.

"Gracias a Far Away Trains Passing By, un disco demasiado breve de duración que contiene toques de breakbeat, una electrónica fría y un ritmo lento, no debería pasar mucho tiempo antes de que el berlinés Ulrich Schnauss pueda aburrirse. (...) Schnauss gana en sus comparaciones con Boards of Canada y otros miembros de la élite electrónica. (...) Este es un buen álbum que debería tener un atractivo instantáneo para los tipos académicos de la IDM y los amantes de la melodía por igual".
Andy Kellman, sobre Far Away Trains Passing By (AllMusic) 

Tras la positiva acogida recibida por su debut City Centre Offices decidió publicarle dos años después un segundo álbum, A Strangely Isolated Place (2003), que se comercializó en Alemania, Reino Unido y Europa y en los Estados Unidos a través del sello discográfico Universal. Se trata de un disco de ocho canciones más cercanas estilísticamente al shoegaze que al techno.

"A Strangely Isolated Place es un disco más potente que su predecesor con una gama más amplia de estados de ánimo, programaciones de ritmo mejoradas, voces discretas y un efecto general desinhibido. (...) Es cierto que Schnauss aún podría resultar demasiado dulce y amable para la mayoría de los seguidores de la música electrónica "seria". Esa es claramente su pérdida".
Andy Kellman, sobre A Strangely Isolated Place (AllMusic) 

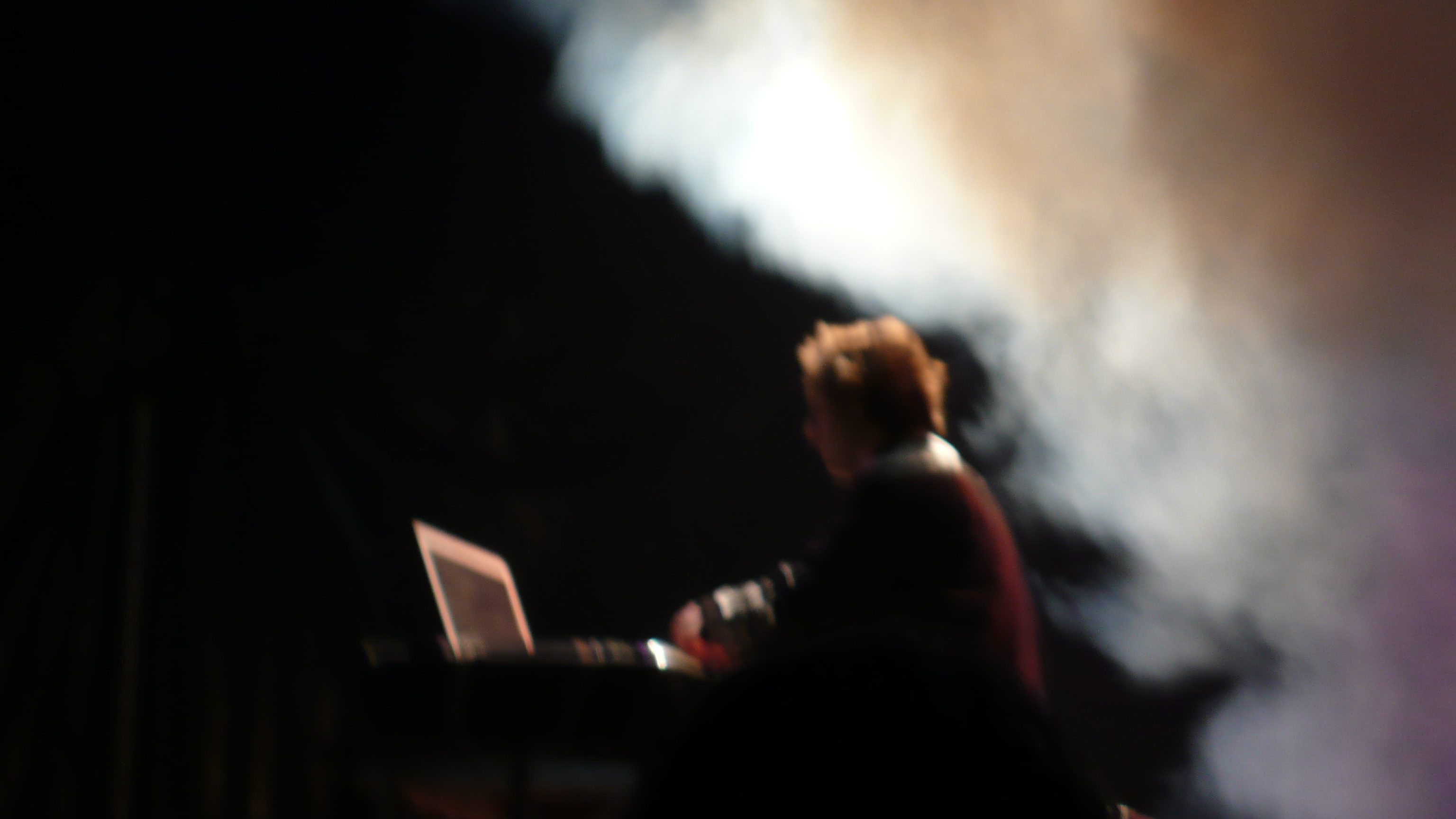
Schnauss durante su actuación en el Bestival de 2008

En 2007 la discográfica británica Independiente publica su tercer álbum, Goodbye, que en sus diez canciones aborda múltiples texturas sonoras con un estilo de música electrónica independiente. En su presentación realizó conciertos que le llevaron a Perú.

"En el tercer álbum de Ulrich Schnauss, Goodbye, se desvanecen los breakbeats de Boards of Canada y se adentra en un sueño que se desliza suavemente hacia un reino etéreo que recuerda ligeramente a Enigma, Ultravox y, en sus momentos más exuberantes, Enya. Sí, Enya, pero tal vez solo si ella fuera producida por Kevin Shields".
Jason Lymangrover, sobre Goodbye (AllMusic) 

Schnauss comienza entonces una colaboración con el artista danés Jonas Munk para la publicación hasta la fecha de dos trabajos en el sello Pedigree Cuts: Epic (2010) y Passage (2017).

"Hemos trabajado juntos durante bastante tiempo y no recuerdo haberme quedado atascado en una pieza o no sentirme inspirado durante una sesión. Siempre ha habido un flujo de trabajo realmente bueno con cosas que fluyen naturalmente. Entonces, cuando los dos teníamos algo de tiempo disponible a principios de 2014, pensamos que sería muy divertido comenzar algo nuevo".
Jonas Munk, sobre su trabajo con Ulrich Schnauss (2017) 

En 2012 edita su cuarto disco en solitario, A Long Way To Fall. También en 2012 comienza su colaboración con Mark Peters que cristaliza en la publicación de dos álbumes: Underrated Silence (2012) y Tomorrow Is Another Day (2013).

"Como muchos de sus compañeros de generación, Schnauss optó por virar todo el timón hacia el shoegaze, una decisión que no se puede tachar de desacertada (...), pero que el alemán no supo llevar a buen puerto. Con sus ritmos fofos y sus melodías insípidas, con su constante indecisión entre sonar experimental o acercarse a un pop blandito, Goodbye (07) hacía aguas por todas partes, el título casi una profecía. (...) Una travesía por el desierto que parece llegar a su fin con Tomorrow is another day, grabado también junto a Peters, y que abandona los prejuicios y los experimentos con gaseosa para volver a ese sonido clásico, anclado en los primeros noventa, con el que dio forma a sus mejores trabajos".
Vidal Romero, sobre Goodbye y Tomorrow Is Another Day (Blisstopic Discos) 

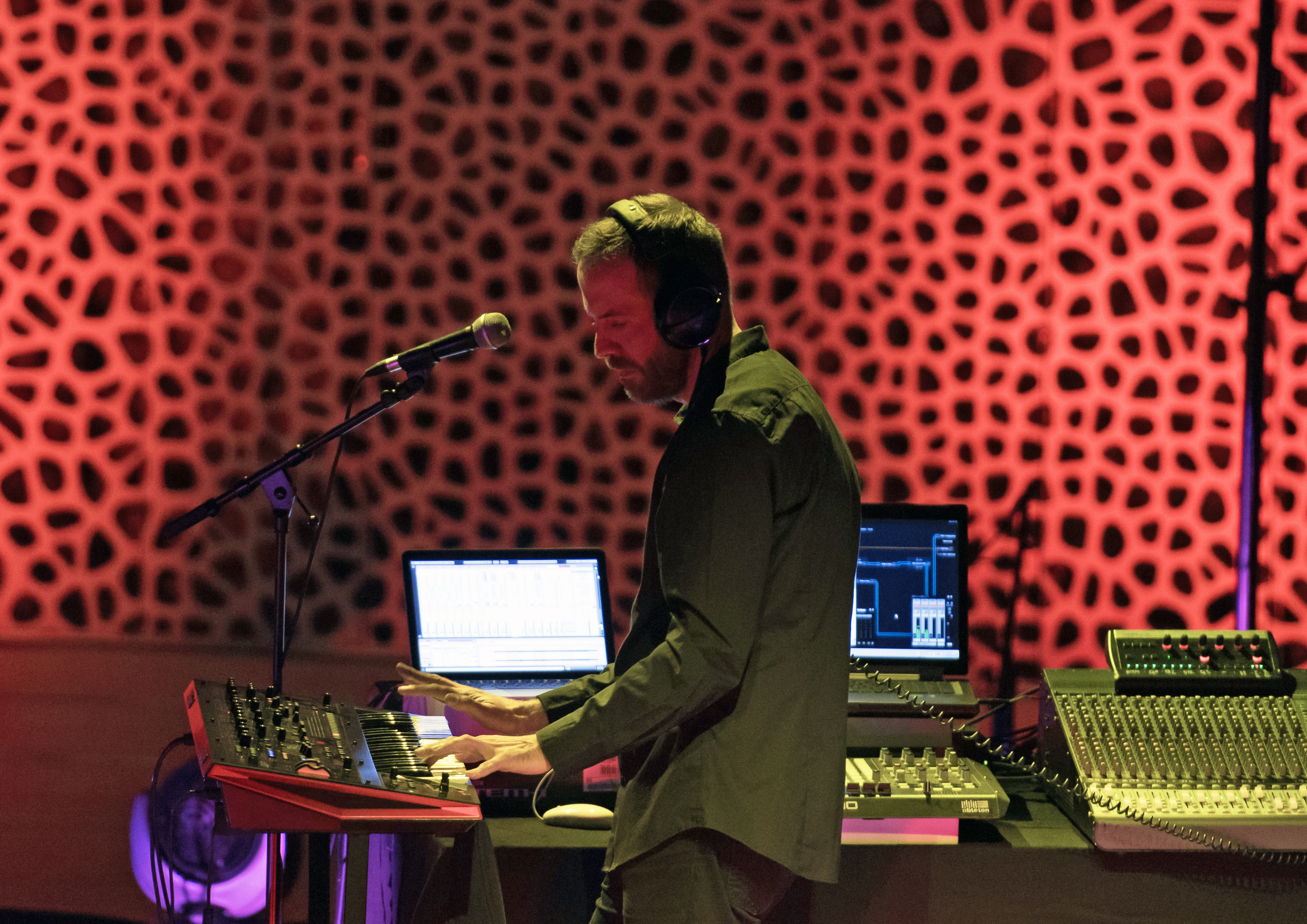
Desde 2014 Schnauss combina su participación en el grupo de música electrónica Tangerine Dream con sus proyectos en solitario o en conjunción con otros artistas (en imagen durante un concierto de Tangerine Dream en Hamburgo en 2018)

En 2014 Schnauss se incorpora como miembro pleno en el grupo de música electrónica Tangerine Dream, meses antes del fallecimiento de su líder fundador Edgar Froese. Desde entonces ha participado en las giras y conciertos del grupo y está presente como intérprete y compositor en las nuevas referencias de la banda. Algunos de los discos en los que ha participado son Mala Kunia (2014), Quantum Key (2015), Particles (2016), Quantum Gate (2017) o el doble disco en vivo Live At The Philharmony Szczecin - Poland 2016 (2016).
En 2016 se publica su quinto, y hasta la fecha último, álbum en solitario de Schnauss No Further Ahead Than Today Un álbum que, en la crítica de Timothy Monger para AllMusic, "diseña un mundo exuberante y soleado que, de algún modo, se remonta al estilo presentado en sus aclamados primeros álbumes".

"No Further Ahead Than Today presenta un renovado interés en sonidos electrónicos más directos, y su objetivo es sustituir las estructuras tradicionales de verso-estribillo-verso por atmósferas más libres".
Andrew Ryce, sobre No Further Ahead Than Today 

En 2017 ve la luz el disco Synthwaves firmado junto a su compañero en Tangerine Dream Thorsten Quaeschning publicado en vinilo y CD. Para su grabación ambos compositores permanecieron dos semanas en un estudio de Berlín repleto de instrumentación electrónica clásica, incluyendo secuenciadores analógicos, con la finalidad de crear un álbum de pura música electrónica.

"Al igual que con las mejores bandas sonoras de Tangerine Dream es el tipo de música que pinta imágenes vívidas en el lienzo de la mente de los oyentes: puntas de sintetizador cuelgan en el aire como neón deslumbrante en el ocaso metropolitano y almohadillas de gravedad cero se ciernen como la niebla fantasmal de la mañana en las costas vacías. (...) Es obvio que estos dos productores se han convertido en maestros de su oficio".
Synthopia, sobre Synthwaves (15 de junio de 2017) 

An Evening At The Hope & Anchor (2019) es un triple álbum en vivo grabado el 27 de julio de 2019 en The Hope & Anchor (Islington, Londres) histórico pub vinculado en su día con los movimientos "pub rock" (primera mitad de los años 1970) y "punk rock" (segunda mitad de los años 1970). El primero de los álbumes está interpretado por los grupos 1i2c y Nature of Wires, el segundo por el grupo The Rude Awakening y el tercero por Ulrich Schnauss que interpreta una única composición, denominada «Sanguine», creada de manera improvisada e interpretada para la ocasión.

## Discografía
Álbumes
- Wegwerfgesellschaft (1995) publicado como Police in Cars with Headphones
- The 7th Seal (1997) publicado como View To The Future
- Landscapes (1999) publicado como Ethereal 77
- Far Away Trains Passing By (2001)
- A Strangely Isolated Place (2003)
- Goodbye (2007)
- Recollections of Memory (2009) publicado como A Shoreline Dream
- Epic (2010) con Jonas Munk
- Underrated Silence (2012) con Mark Peters
- A Long Way To Fall (2012)
- Tomorrow Is Another Day (2013) con Mark Peters
- No Futher Ahead Than Today (2016)
- Synthwaves (2017) con Thorsten Quaeschning
- Passage (2017) con Jonas Munk
- An Evening At The Hope & Anchor (2019) (en vivo)

Sencillos
- «Broken» (1995) publicado como View To The Future
- «Journey to the Other World» (1996) publicado como View To The Future
- «Purity» (1997) publicado como View To The Future
- «Music is Music» (1997) publicado como View To The Future
- «We Rule the 80s» (1997) publicado como Hair con Alex Krueger)
- «Unicorn» (1998) publicado como View To The Future
- «Hair 2» (1998) publicado como Hair con Alex Krueger
- «Spring Rmx» (1999) publicado como Ethereal 77
- «Ignorance» (2000) publicado como Junkie Sartre Vs Hexaquart
- «Exploitation» (2001) publicado como Hexaquart
- «Zero Gravity» (2002) publicado como Ethereal 77
- «Quicksand Memory» (2007)
- «Stars» (2008)
- «neverChanger» (2008) publicado como A Shoreline Dream
- «77» (2012) con ASC
- «Snöflingor» (2017) con Seba

Con Tangerine Dream
- Mala Kunia (2014)
- Booster VII (2015)
- Supernormal - The Australian Concerts 2014 (2015)
- Quantum Key (2015)
- Live At The Philharmony Szczecin - Poland 2016 (2016)
- Particles (2016)
- Light Flux (2017)
- Quantum Gate (2017)
- The Sessions I (2017)
- The Sessions II (2018)
- The Sessions III (2018)
- The Sessions IV (2018)
- The Sessions V (2019)